# Lois Pérez Castrillo
Lois Pérez Castrillo és un polític gallec nascut el 1961 a Vigo, província de Pontevedra. Va ser el primer alcalde nacionalista de la ciutat olívica.

## Biografia
Va estudiar Magisteri en el Seminari de Vigo. Es va afiliar al Bloc Nacionalista Gallec (BNG) el 1986 com a part de la UPG. Fou regidor de Participació Ciutadana (1991 - 1995), quan es va elaborar el Reglament de Participació Ciutadana de Vigo, en què el BNG va participar en coalició amb Carlos Alberto González Príncipe (PSOE) com a alcalde, quan el BNG va obtenir 1 regidor, 2 el Partit Socialista Galego-Esquerda Galega i 11 el PSOE.
El 1999 el BNG va obtenir vuit regidors (per 7 del PSOE i 11 del PP) i Pérez Castrillo va governar fins al 2003 en coalició amb el PSOE. Mentre tenia el càrrec d'alcalde es casà amb l'advocada Vigo Guadalupe Vidal.
El 2003 el BNG va baixar de vuit a 7 regidors i va perdre l'alcaldia tot i que Perez Castrillo va seguir com a portaveu del BNG a l'Ajuntament de Vigo. El 2005, va deixar aquest càrrec i va abandonar la política municipal passant a formar part del govern de la Xunta de Galícia.
Del seu pas per l'alcaldia de la ciutat queda la forta empremta d'una ciutat que s'humanitza amb importants peatonalitzacions que marquen un abans i un després del seu mandat.